# Ivan Vasil'evič Kireevskij
Ivan Vasil'evič Kireevskij, in russo Иван Васильевич Киреевский? (Mosca, 3 aprile 1806 – San Pietroburgo, 23 luglio 1856), è stato un filosofo e critico letterario russo.
Fu il fondatore, insieme con Chomjakov, del movimento culturale slavofilo russo. Anche il fratello Pëtr (1808-1856) aderì al movimento slavofilo, dedicandosi soprattutto allo studio della cultura popolare russa.

## Biografia

### La formazione romantica

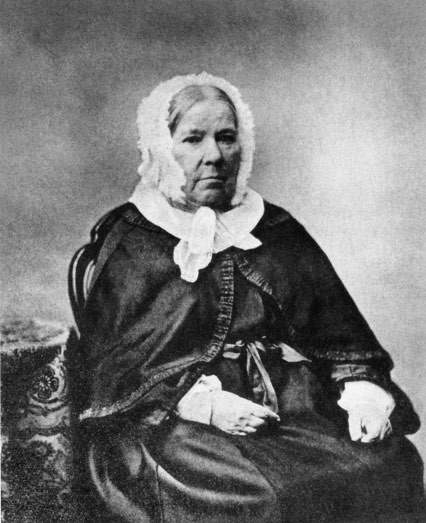
Avdot'ja Elagina

Ivan Kireevskij nacque a Mosca da un'antica famiglia aristocratica. Il padre Vasilij, massone, conservatore illuminato, colto - conosceva cinque lingue e possedeva una grande biblioteca - era un appassionato della letteratura contemporanea inglese, mentre detestava profondamente la cultura illuministica francese, in particolare Voltaire.
Vasilij Kireevskij morì di tifo nel 1812, e Ivan, con i fratelli minori Pětr e Mar'ja, fu cresciuto dalla madre, Avdot'ja Petrovna Elagina, donna colta, famosa per il proprio salotto, luogo d'incontro di molti letterati, dallo zio, il poeta Vasilij Žukovskij, che lo iniziò al Romanticismo filosofico e letterario, e dal patrigno Aleksej Elagin, che la madre sposò nel 1817, un cultore degli studi filosofici.
Iscritto dal 1821 alla Facoltà di filosofia dell'Università di Mosca, nel 1824 Ivan entrò come impiegato nel Ministero degli Esteri e divenne membro del circolo segreto dei Ljubomudrye, fondato da Dmitrij Venevitinov e Vladimir Odoevsky. Il suo intento era l'autoperfezionamento spirituale, da ottenersi con un programma da lui stesso così definito: «Renderemo i dovuti diritti alla vera religione, uniremo il bello alla morale, risveglieremo l'amore per la verità, sostituiremo l'ottuso liberalismo con il rispetto deferente per le istituzioni giuridiche costituite, porremo la purezza della vita al di sopra della purezza dello stile».
Il suo primo scritto, pubblicato nel 1828 sul «Moskovskij vestnik», fu l'articolo Qualcosa sulla natura della poesia di Puškin. Kireevskij riconosceva che Puškin si era formato artisticamente assimilando la cultura occidentale, ma aveva saputo esprimere l'anima del popolo russo. Egli era perciò un poeta della realtà russa, un poeta nazionale. Nell'articolo Rassegna della letteratura russa nel 1829 Kireevskij rivalutava lo scrittore Novikov, proibito al tempo di Caterina II, e tornava sul tema della creazione di un'autentica cultura nazionale. A questo scopo era necessario «il rispetto della realtà» e fondamentale lo studio della storia, «il centro di ogni conoscenza, la scienza delle scienze», interpretata filosoficamente: «La filosofia è per noi indispensabile, la esige l'intero sviluppo della nostra vita intellettuale».
La filosofia cui faceva riferimento Kireevskij era la filosofia idealistica tedesca. Non si trattava però di copiarla, ma di assimilarla in modo che da essa sorgesse e si sviluppasse un'autonoma filosofia russa: «La nostra filosofia deve sorgere dalla nostra vita, dagli attuali problemi, dagli interessi preminenti della nostra esistenza, nazionale e individuale». Convinto che la forza propulsiva della cultura europea fosse in esaurimento, egli pensava che i grandi «paesi giovani», gli Stati Uniti e soprattutto la Russia, fossero destinati a ereditarne il ruolo di centro della diffusione civilizzatrice.
Per essersi visto rifiutare dalla sua cugina, Natal'ja Petrovna Arbenevoy, una proposta di matrimonio, Kireevskij cadde in depressione e i medici gli consigliarono di distrarsi viaggiando. Così, nel gennaio del 1830 partì per la Germania. Nell'Università di Berlino ascoltò le lezioni di Schleiermacher, di Savigny e di Hegel, che conobbe personalmente, mentre a Monaco ascoltò quelle di Schelling. Rimase deluso dal «filisteismo degli studenti» e dalla «banalità borghese dell'intera vita tedesca», non però dal valore degli intellettuali tedeschi, e la circostanza, unita alla conoscenza di Čaadaev, avvenuta nel 1832 al suo ritorno in Russia, provocò una svolta in senso occidentalista del suo pensiero.

### La rivista «Evropeec»

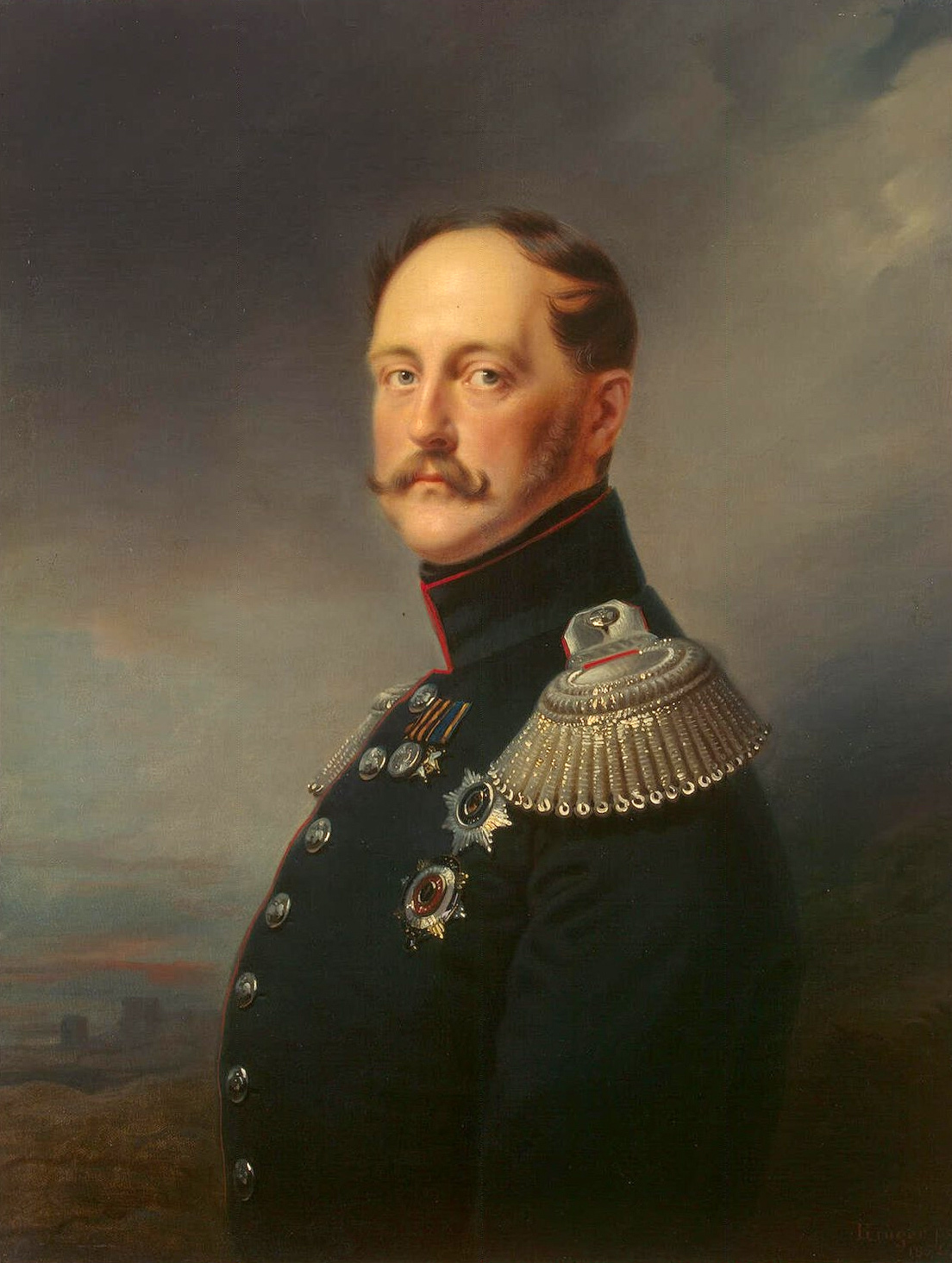
Lo zar Nicola I

A Mosca fondò una rivista dal significativo titolo «Evropeec» (L'europeo), nel cui primo numero pubblicò il lungo articolo Il XIX secolo. Kireevskij vi affrontò il problema delle caratteristiche delle civiltà russe ed europee e del loro rapporto. Nella formazione della cultura europea agirono tre fattori fondamentali: la religione cristiana, i popoli germanici conquistatori dell'Impero romano e l'eredità del mondo classico. Quest'ultimo permeò di sé tanto la Chiesa che i barbari e attraverso l'opera della Chiesa il cristianesimo unì spiritualmente i popoli europei che successivamente riscoprirono e rivalorizzarono la cultura classica presentando al mondo una civiltà con caratteristiche universali.
Invece alla Russia mancò l'apporto della cultura classica e l'influsso della Chiesa ortodossa fu minore. Priva di unità spirituale, la Russia s'impegnò unicamente a raggiungere l'unità dello Stato, scavando un solco con l'Occidente che, dopo le prime riforme di Pietro il Grande, Caterina II cercò di colmare quando l'Europa aveva iniziato, dalla metà del XVIII secolo, un nuovo ciclo di sviluppo. La nuova civiltà europea «è opposta a quella che l'ha preceduta, esiste autonomamente». Occorreva che la Russia approfittasse dell'occasione di non dover «ripercorrere di nuovo l'intero passato dell'Europa», inserendosi nella costruzione della moderna civiltà europea per potervi giocare un ruolo determinante.
L'Europa moderna era il risultato dello sviluppo capitalistico accompagnato dall'affermarsi delle ideologie liberali, ma Kireevskij, che scriveva quando ancora la Russia era impegnata nella Santa Alleanza, pensava a un compromesso tra il vecchio e il nuovo, a una sintesi di classicismo e di romanticismo, di materialismo e spiritualismo secondo la filosofia dell'identità di Schelling, a una società compenetrata dalla religione. Malgrado i limiti conservatori del pensiero di Kireevskij, l'autocrate Nicola I, vedendo nella sua ricerca del compromesso una posizione favorevole, in termini politici, alla monarchia costituzionale, intervenne per far cessare le pubblicazioni della rivista, che chiuse prima dell'uscita del terzo numero.

### La presunta conversione

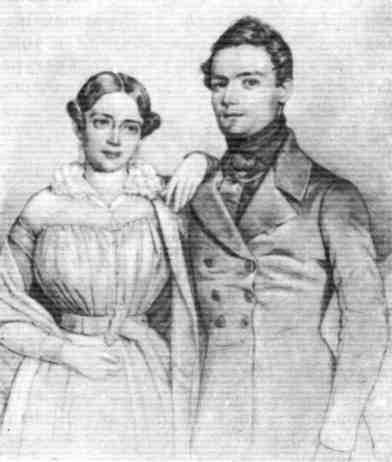
Natal'ja e Ivan Kireevskij

Il fallimento dell'«Evropeec» spinse Ivan a prendersi una pausa letteraria. Rivide la cugina Natal'ja Petrovna e questa volta la sua proposta di matrimonio fu accettata. Le nozze furono celebrate il 29 aprile 1834. Nasceranno i figli Vasilij (1835-1911), Natal'ja (1836-1838), Аleksandra (1838-?), Ekaterina (1843-1846), Sergej (1845-1916), Маr'ja (1846-?) e Nikolaj (1848-?). Secondo la testimonianza di Aleksandr Košelev, la moglie, molto religiosa e ben conoscitrice delle opere dei Padri della Chiesa, spinse Kireevskij sulla via della conversione religiosa.
La questione è controversa. Kireevskij non era mai stato irreligioso e anzi aveva sempre attribuito alla religione una funzione positiva. Si tratta piuttosto di stabilire la natura della sua fede religiosa. Herzen riporta una testimonianza dello stesso Kireevskij, che osservava i fedeli ortodossi in venerazione di un'immagine della Madonna: «pensavo alla fede infantile del popolo [...] alcune donne, malati, starcy, stavano in ginocchio [...] cominciai a rendermi conto di quale fosse il segreto di quella forza miracolosa». Quella semplice tavola dipinta, in secoli di preghiere «doveva essersi riempita di una forza che ora traboccava e si riversava sui fedeli. Era divenuta uno strumento vivo, il punto d'incontro tra il Creatore e gli uomini [...] mi accorsi che i tratti della Madonna si animavano, che essa guardava a quelle semplici creature con misericordia e amore [...] Caddi allora in ginocchio e cominciai a pregare umilmente».
Secondo Vladimir Solov'ëv, da quelle parole si evince che per Kireevskij è miracolosa la fede del popolo, non l'immagine devota, e perciò la fede di Kireevskij ha una natura filosofica, lontana da quella del popolo e dei monaci ortodossi. La religione interessa Kireevskij «come fenomeno sociale; l'ortodossia è presa in considerazione solo quando appare elemento indispensabile a una costruzione storiosofica».

### Kireevskij ideologo dello slavofilismo

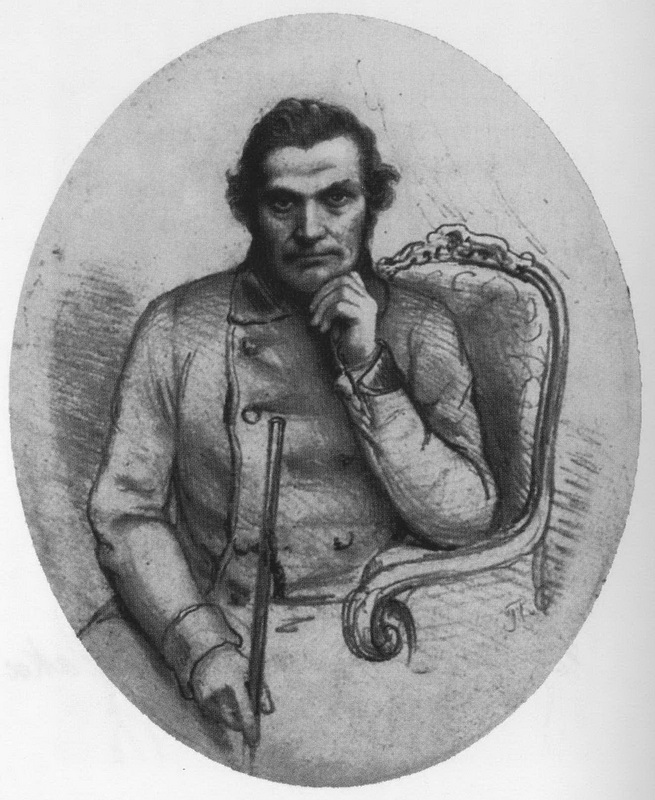
Ivan Kireevskij

L'approdo di Kireevskij alla dottrina slavofila è mostrato nel suo lungo articolo Il carattere della civiltà europea e il suo rapporto con la civiltà russa, apparso nel 1852 sul «Moskovskij sbornik» (Almanacco moscovita), rielaborazione e sviluppo di un articolo del 1838, rimasto inedito e intitolato Risposta a Chomjakov.
Il primo elemento alla base dello sviluppo dell'Europa fu la civiltà romana. Dominata, secondo Kireevskij, dal razionalismo, essa diede il suo apporto più originale nel campo del diritto, che regolava i rapporti tra individui che non seppero mai unirsi in un'autentica e organica comunità: «Il Romano non conosceva quasi altro legame tra gli uomini che quello del comune interesse, non conosceva altra unità che l'unità della propria fazione». La forza dello Stato romano era garante della conservazione dei rapporti sociali, percepiti dai singoli come una coercizione: «Un vincolo basato sulla costrizione legava, ma non univa gli individui».
Il cattolicesimo trionfante ereditò lo spirito del razionalismo romano, e la coscienza religiosa collettiva venne identificata con la coscienza dei teologi, che mutarono i dogmi della tradizione, e con la coscienza del papa, che si fece il capo di uno Stato universale seguendo il modello degli imperatori romani. La fede fu sostituita dai sillogismi della Scolastica, la Chiesa cattolica divenne una potente organizzazione esterna ai fedeli, unicamente tenuti all'obbedienza dell'autorità gerarchica.
Al contrario, secondo Kireevskij, il cristianesimo fu accolto dalla Grecia in Russia e conservato incontaminato, mentre lo Stato russo si formò con un libero e pacifico accordo tra tribù locali e straniere. Diversamente, la formazione dei singoli Stati europei non fu il prodotto del «pacifico sviluppo della vita e della coscienza nazionale», ma fu il risultato di un compromesso avvenuto dopo una «lotta all'ultimo sangue tra due razze nemiche». Quegli Stati feudali non furono però una comunità solidale: «ogni nobile, all'interno del proprio castello, rappresentava come uno stato separato e i rapporti tra i feudatari avevano un carattere soltanto esteriore e formale. Lo stesso rapporto puramente formale ed esteriore esisteva con le altre classi sociali».
In queste condizioni, nelle società occidentali non poteva esserci sviluppo graduale ma solo rivoluzioni: «Fazioni papali, imperiali, municipali, ecclesiastiche, curiali, private, statali, religiose, politiche, popolari, borghesi, perfino metafisiche, hanno lottato incessantemente negli Stati europei sforzandosi di sovvertirne gli ordinamenti secondo i propri fini particolari». Tutto all'opposto nell'antica Russia, per Kireevskij: nessun conflitto tra le classi sociali che erano invece «penetrate da un unico spirito, da uniche convinzioni e pensieri, da un'unica aspirazione al bene comune», così che la società si sviluppò armoniosamente «sotto l'influsso di una sola convinzione interiore, inculcata dalla Chiesa e santificata dalla tradizione».
La superiorità della civiltà dell'antica Russia su quella europea era dovuta all'azione benefica e incontrastata esercitata dai «puri princìpi cristiani» sulle popolazioni slave. Le riforme di Pietro I avevano però introdotto una frattura tra l'aristocrazia - la classe colta che si era europeizzata - e il popolo, rimasto attaccato alle tradizioni. Era necessario che «i princìpi di vita, salvaguardati nell'insegnamento della santa Chiesa ortodossa, imbevano i convincimenti di tutti i nostri gradi e ceti sociali; che quei superiori princìpi, senza soppiantare l'incivilimento europeo, ma dominandolo e abbracciandolo pienamente, gli diano un più alto significato e un compiuto sviluppo; e che l'integralità di vita dell'antica Russia diventi per sempre appannaggio anche dell'attuale e della futura Russia ortodossa».
Ancora una volta intervenne la censura, il «Moskovskij sbornik» fu soppresso e i suoi collaboratori, compreso Kireevskij, sottoposti a sorveglianza. La motivazione fu che essi non rendevano «il dovuto merito agli immortali servizi del Grande Riformatore della Russia e dei suoi imperiali successori, che non risparmiarono fatica e sforzi per farci assimilare la civiltà occidentale, e che solo in tal modo poterono innalzare la potenza e la gloria della nostra patria fino alla sua attuale magnificenza».
Alla nuova rivista «Russkaja Beseda» (La conversazione russa), diretta da Košelev, Kireevskij inviò nel febbraio del 1856 il saggio Sulla necessità e possibilità di nuovi principi filosofici, scritto già qualche anno prima. L'articolo sarà pubblicato postumo, a causa della morte di Kireevskij avvenuta nel luglio del 1856.